# Estación de Sevelen
La estación de Sevelen es la principal estación ferroviaria de la comuna suiza de Sevelen, en el Cantón de San Galo.

## Historia y ubicación
La estación de Sevelen fue inaugurada en 1858 con la apertura del tramo Rheineck - Sargans de la línea férrea Rorschach - Sargans por parte del Vereinigte Schweizerbahnen (VSB). La compañía pasaría a ser absorbida por los SBB-CFF-FFS.
La estación se encuentra ubicada en el borde noreste del núcleo urbano de Sevelen. Es la estación suiza más cercana a Vaduz, capital de Liechtenstein. Cuenta con un andén lateral al que accede una vía pasante, a la que hay que sumar otra vía pasante.
En términos ferroviarios, la estación se sitúa en la línea Rorschach - Sargans. Sus dependencias ferroviarias colaterales son la estación de Räfis-Burgerau hacia Rorschach y la estación de Weite en dirección Sargans.

## Servicios ferroviarios
Los servicios ferroviarios de esta estación están prestados por SBB-CFF-FFS:

### Regionales
- R Buchs - Sargans. Trenes cada hora en ambos sentidos.